# Ipomoea hederacea
Ipomoea hederacea es una planta de la familia Convolvulaceae.